# Günther Sewald
Günther Sewald (* 12. April 1905 in Niklasdorf; † 25. November 1949) war ein deutscher Politiker der CDU.
Sewald wurde als Sohn eines Landwirts geboren. Nach dem landwirtschaftlichen Staatsexamen übernahm er 1937 das ererbte Gut Tadelwitz im Kreis Frankenstein in Schlesien. Nach der Vertreibung aus Polen im Jahre 1946 ließ er sich in Groß-Recken in Westfalen nieder und arbeitete im Kreis-, Bezirks- und Landesflüchtlingsbeirat mit.
Von der ersten Bundestagswahl bis zu seinem Tode war Sewald Mitglied des Bundestages. Er wurde über die Landesliste der Christlich Demokratischen Union Deutschlands (CDU) in Nordrhein-Westfalen gewählt.